# 侯德榜
侯德榜（1890年8月9日—1974年8月26日），又名侯启荣，字致本，男，福州侯官人，中国化工专家，中央研究院院士。“侯氏联合制碱法”的发明者，著有《制碱》。与永利碱业创始人范旭东同为中国近代民族化学工业的先驱。

## 生平
清光绪十六年（1890年），侯德榜出生于福州府侯官县坡尾（今台江区义洲）的一个农民家庭。1903―1906年，得姑妈资助在福州英华书院学习。
1910年毕业于上海闽皖铁路学堂，毕业后在英资津浦铁路当实习生。
1911年，侯德榜考入北平清华留美预备学堂，有十门功课1000分的好成绩，1913年以第一名畢業於清華學校，被保送入美国麻省理工学院化工科学习。
1917年毕业于美国麻省理工学院化工科。1921年获哥伦比亚大学博士学位，并受范旭东之邀离美回国，承担起碱厂的技术重任，开始了与范旭东的长期合作及“实业救国”的努力。
1948年，当选为中央研究院第一屆院士。
1950年，侯德榜出任重工业部化工局顾问。1957年加入中国共产党。1959年被任命为化工部副部长，兼任中国科学技术协会副主席、中国化学工业学会理事长。1950年代，侯德榜带领技术人员，开发出“碳化法合成氨制碳酸氢铵”工艺，这一工艺使得县级小化肥厂也可以生产优质化肥，一定程度上缓解了中国当时氮肥不足的局面。直到文革爆發侯德榜才被停止工作。
1974年8月26日，侯德榜因患白血病和脑溢血于北京逝世。
侯德榜故居位于福州市宁化新村二里，为福建省级文物保护单位。